# Bobrowo (województwo kujawsko-pomorskie)
Bobrowo – wieś w Polsce, położona w województwie kujawsko-pomorskim, w powiecie brodnickim, w gminie Bobrowo.

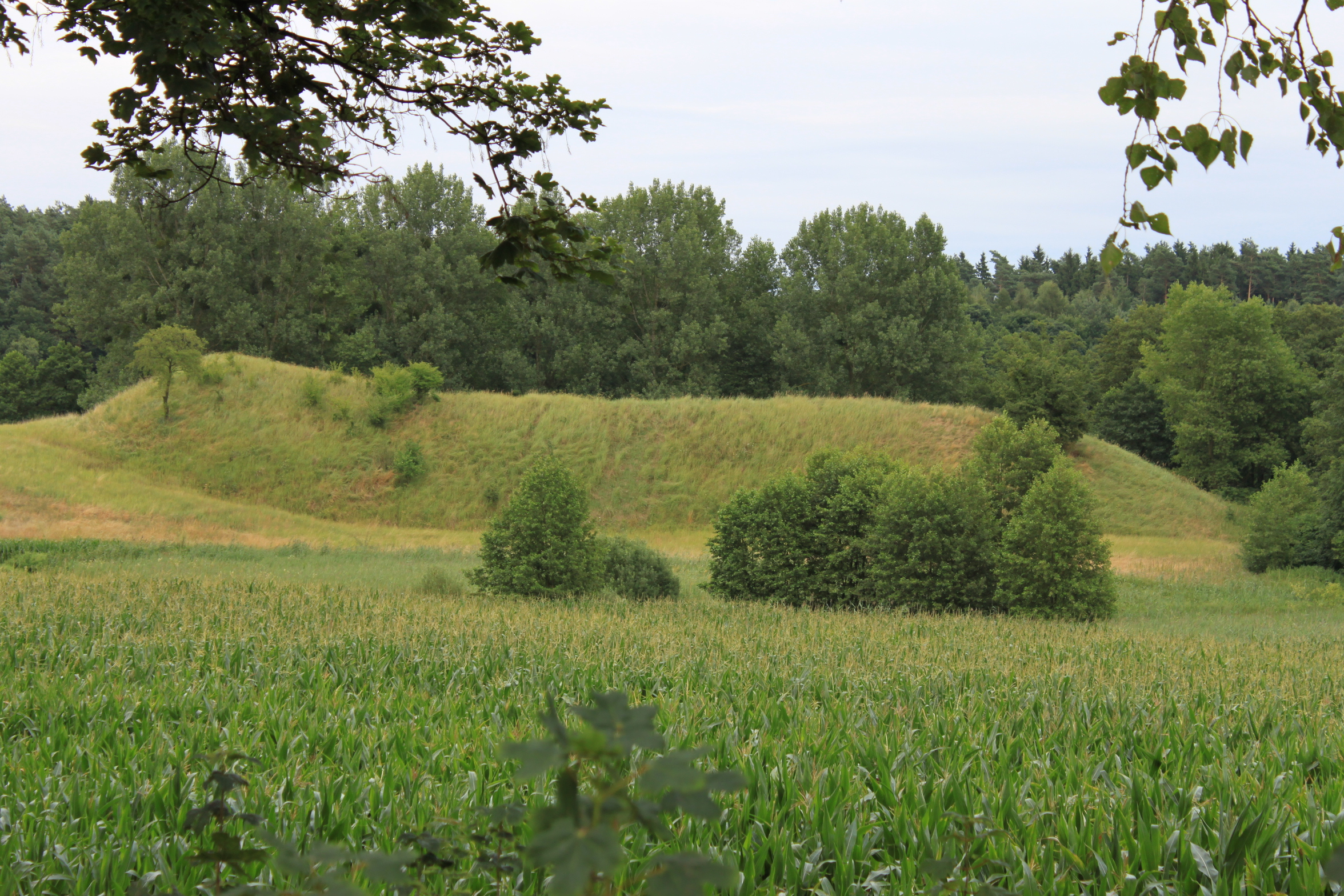
Grodzisko nad jeziorem Oleczno

W latach 1954–1972 wieś należała i była siedzibą władz gromady Bobrowo. W latach 1975–1998 miejscowość administracyjnie należała do województwa toruńskiego. Miejscowość jest siedzibą władz gminy Bobrowo.
Według Narodowego Spisu Powszechnego (III 2011 r.) liczyło 393 mieszkańców. Jest szóstą co do wielkości miejscowością gminy Bobrowo.
Według rejestru zabytków NID na listę zabytków wpisany jest kościół parafialny pw. św. Jakuba Apostoła z XIII/XIV w., wieża z 1755, nr rej.: A/2/1 z 17.10.1929 oraz 2 z 10.11.1950.
Na terenie wsi w 2012 roku ustanowiono 9 pomników przyrody:
- buk pospolity "buk Jana Zumbacha" o obwodzie 412 cm – park podworski
- dąb szypułkowy o obwodzie 295 cm – park podworski
- dąb szypułkowy o obwodzie 320 cm – park podworski
- grab pospolity o obwodzie 240 cm – park podworski
- klon zwyczajny o obwodzie 240 cm – park podworski
- jesion wyniosły o obwodzie 260 cm – park podworski
- jesion wyniosły o obwodzie 400 cm – park podworski
- jesion wyniosły o obwodzie 380 cm – park podworski
- klon zwyczajny o obwodzie 330 cm – przy drodze gminnej.

## Religia
- Parafia św. Jakuba Apostoła Starszego w Bobrowie

## Znani mieszkańcy

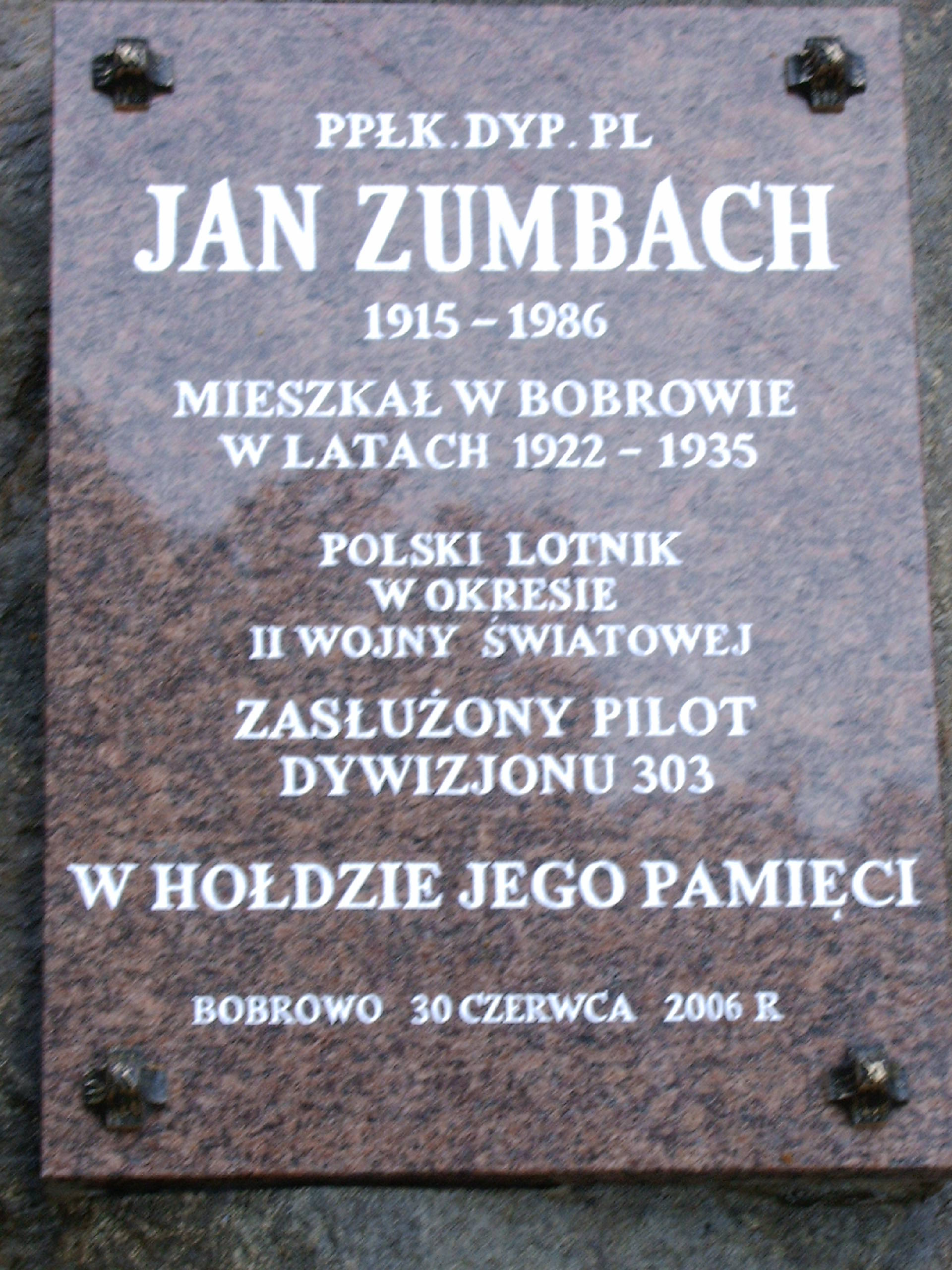
Tablica upamiętniająca Jana Zumbacha

- Jan Zumbach (1915–1986), podpułkownik dyplomowany pilot Wojska Polskiego, as myśliwski Polskich Sił Powietrznych na obczyźnie. Mieszkał tu wraz z rodzicami w latach 1922–1935.